# Frozen (film din 2005)
Frozen este un thriller psihologic britanic din 2005 regizat de Juliet McKoen. Îi prezintă pe Shirley Henderson , Roshan Seth și Ger Ryan . Amplasat în Fleetwood , pe coasta Fylde , în nord-vestul Angliei , a fost filmat în și în jurul orașului și, de asemenea, în locații din Scoția și Suedia . Este o poveste care îl face pe spectator nehotărât dacă este o poveste cu fantome sau un mister de crimă chiar până în ultimele momente culminante.